# Kamber Ali Khan
Kamber Ali Khan ist eine Stadt des Distrikts Qambar Shahdadkot in der Provinz Sindh in Pakistan.

## Bevölkerungsentwicklung
| Zensusjahr | Einwohnerzahl |
| ---------- | ------------- |
| 1972       | 18.476        |
| 1981       | 25.885        |
| 1998       | 58.369        |
| 2017       | 101.474       |